# المزج (تهجين تطبيقات الويب)

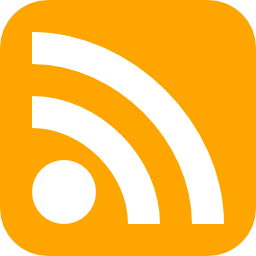

تقنية Mashups: يتم إستخدامها بصفة عامة للحصول على مواقع ديناميكية أو تطبيق تفاعلي يكون محتواه ناتجا عن المزج بين العديد من التطبيقات وأبرز نتائج هذه الخدمات Googl mup.
في مجال تطوير الشبكة، المزج هو صفحة ويب أو تطبيق يجمع بيانات أو وظائف من اثنين أو أكثر من المصادر الخارجية لإنشاء خدمة جديدة. والمزج مصطلح يعني السهولة، سريع التكامل، وكثيرا ما تستخدم واجهة التطبيق البرمجية ومصادر البيانات لإعطاء نتائج لم تكن السبب الأصلي لإنتاج مصدر البيانات الخام. مثال على المزج هو استخدام البيانات لرسم الخرائط لإضافة معلومات عن الموقع إلى البيانات والعقارات، وبالتالي خلق شبكة جديدة ومتميزة وهي جهات برمجة التطبيقات التي لم تقدَم في الأصل من قبل أي مصدر.

## أنواع المزج
توجد أنواع كثيرة من عمليات المزج، مثل المزج المستهلك، ومزج البيانات، ومزج المشاريع. والنوع الأكثر شيوعا من المزج هو المزج المستهلك، وتهدف إلى عامة الجمهور.
مزج البيانات تجمع بين أنواع مماثلة من وسائل الاعلام والمعلومات من مصادر متعددة في تمثيل واحد. مثال واحدعلى ذلك هو خريطة الحذر، التي تجمع بيانات من أكثر من 200 من المصادر ذات الصلة بالظروف المناخية القاسية، وبتهديدات الخطر الحيوي، والمعلومات الزلزالية، ويعرضها على خريطة العالم، وآخر هو خريطة جريمة شيكاغو، التي تشير إلى معدل الجريمة ومكان الجريمة في شيكاغو
مزج المشاريع تركز البيانات إلى تمثيل واحد والسماح للعمل التعاوني بين الشركات ومطوري البرامج. هذا العمل يفيد مشروع التطوير السريع، وهو العمل الذي يتطلب التعاون بين المطورين والعملاء بالوكالة لتحديد وتنفيذ متطلبات العمل. مزج المشاريع آمنة، غنية بالتطبيقات المرئية التي تعرض معلومات من مصادر متنوعة من المعلومات الداخلية والخارجية.

## المزج مقابل البوابات
المزج والبوابات هي تقنيات تجميع المحتوى على حد سواء. البوابات هي عبارة تقنية قديمة صممت كامتداد لتطبيقات الويب الديناميكية التقليدية، التي تتم فيها عملية تحويل البيانات إلى المحتوى تنقسم إلى مرحلتين: إنشاءأجزاء من العلامات «الحزم المرسله»، وتجميع الحزم المرسلة في صفحات. كل حزمة مرسلة يتم إنشاؤها بواسطة "مدخل" ، والبوابة تجمعهم في صفحة ويب واحدة. قد تكون المداخل استضافت محليا على ملقم المدخل أو عن بعد على خادم آخر.
تقنية البوابة تغطي نموذج الحدث قراءة وتحديثات. طلب الحصول على الصفحة الكليَة على المدخل هو ترجمتها إلى عمليات القراءة الفردية على كل المداخل التي تشكل صفحة («تقدم» بشأن العمليات المحلية، وجسر 168 المداخل أو "getMarkup" العمليات على المداخل البعيدة). إذاأرسل الزر المضغوط على أي مدخل في صفحة المدخل، يتم ترجمتهاإلى عملية تحديث على هذا المدخل وحده («عملية معالجة» على المدخل المحلي أو «تنفيذ حظر التفاعل» عن بعد، مدخل WSRP). التحديث يأتي بعد ذلك فورا متبوع بقراءة جميع المداخل الموجودة في الصفحة.
بوابة التكنولوجيامن جانب الخادم، والعرض - تجميع الطبقة. لا يمكن استخدامها لقيادة أشكال متينة من تكاملات التطبيقات مثل تنفيذ مرحلتين.
المزج تختلف عن البوابات في النواحي التالية:
|                    | البوابة | المزج |
| ------------------ | --- | --- |
| التصنيف            | تكنولوجيا قديمة، وامتداد لنموذج خادم الويب التقليدي باستخدام نظرة واضحة المعالم                            | استخدام أحدث، وتعريفها بشكل عام تقنيات "ويب 2.0"                                                                                    |
| فلسفة / النهج      | نهج التجميع عن طريق تقسيم دور خادم الويب إلى مرحلتين: إنشاءالترميزية وتجميع العلامات الترميزية             | تستخدم واجهات برمجة التطبيقات التي توفرها محتويات المواقع المختلفة لتجميع وإعادة استخدام المحتوى في طريقة أخرى                      |
| التبعيات المحتوى   | عرض المجاميع - حزم ترميزية المنحى (html، WML، VoiceXML، الخ.)                                              | يمكن أن تعمل على محتوى XML، وكذلك على عرض محتوى المنحى (على سبيل المثال، html)                                                      |
| موقع التبعيات      | تقليديا يجري تجميع المحتوى على الملقم                                                                      | تجميع المحتوى يمكن أن تتم إما على الملقم أو على العميل                                                                              |
| أسلوب التجميع      | نمط"salad bar": تجمع المحتوى'جنبا إلى جنب' دون تداخلات                                                     | أسلوب "melting pot"—المحتوى الفردي يمكن جمعه بأي شكل من الأشكال، مما أدى إلى محتويات هجين منظَم.                                     |
| حالة نموذجية       | قراءة وتحديث نماذج الحدث يتم تعريفها من خلال مدخل واجهة التطبيق البرمجية المحددة                           | عمليات الخام تستند إلى مبادئ المعمارية، ولكن لا وجود رسمي لواجهة التطبيق البرمجية المحددة.                                          |
| المعايير ذات الصلة | مدخل السلوك تحكمه معايير مثل جسر 168، جسر 256، على الرغم من بوابة تخطيط الصفحة وظائف البوابة هي غير معروفة | قاعدة معايير XML تبادله بقية أو خدمات الويب. آر إس إس والذرة تستخدم عادة. مزيد من معايير المزج المميزة والمحددة من المتوقع ان تظهر. |

نموذج بوابة لم يعد له حول وتمت زيادة الاستثمار المنتج والبحوث. بوابة التكنولوجيا أصبحت أكثر توحيدا ونضوجا. بمرور الوقت، زادنضج وتوحيد تكنولوجيا المزج وهذاجعله أكثر شعبية من بوابة التكنولوجيا. إصدارات جديدة من منتجات البوابة ومن المتوقع أن تضاف في نهاية المطاف دعم المزج في حين لا تزال تدعم مدخل التطبيقات. مزج التكنولوجيات، في المقابل، لا يتوقع أن تقدم الدعم لمعايير المدخل.

## مزج الأعمال
يستخدم المزج في توسيع نطاق استخدام بيئة الأعمال التجارية. مزج الأعمال مفيدة لدمج الأعمال وخدمات البيانات، وتكنولوجيَات مزج الأعمال توفَر القدرة على تطوير خدمات متكاملة جديدة بسرعة، لتجمع بين الخدمات الداخلية أو الخارجية مع المعلومات الشخصية، وجعل هذه الخدمات الملموسة لمستخدم العمل من خلال واجهات متصفح الويب السهلة الاستخدام.
مزج الأعمال تختلف عن المزج المستهلك في مستوى التكامل مع بيئات الحوسبة التجارية والأمن وميزات التحكم في الوصول، والحكم، ومدى تطور أدوات البرمجة (محررين المزج) المستخدمة. آخر فرق بين مزج الأعمال والمزج المستهلك هو اتجاه متزايد لاستخدام مزج الأعمال التجارية في مجال البرمجيات كتقديم خدمة (SaaS).
بعد عدة سنوات من وضع المعايير، والأعمال التجارية السائدة هي بداية لاعتماد هيكلية خدمية(الخدمية) لدمج البيانات المختلفة من خلال جعل هذه البيانات المتاحة عن خدمات ويب منفصلة (مايكروسوفت تفضل على المدى استخدام XML خدمات الشبكة العالمية للإشارة إلى المعايير القائمة على الخدمات الخدمية). توفير خدمات الإنترنت، فتح الإتفاقيات القياسية الموحَدة لتوفير وسيلة موحدة للوصول إلى المعلومات من مجموعة متنوعة من المنصات (نظام التشغيل، لغة البرمجة، والتطبيقات). ويمكن لخدمات الويب أن تستخدم لتوفير كامل الخدمات والتطبيقات الجديدة داخل وعبر المنظمات، وتوفير مرونة الأعمال.
العديد من مزودي تقنيات مزج الأعمال قد أضافواعليها السمات الخدمية.

## الجوانب المعمارية من عمليات المزج
معماريا، هناك أنماط من المزج: مستند الويب، ومستندالخادم. في حين مزج مستند الويب عادة يستخدم متصفح الويب المستخدم في جمع هذه البيانات وإعادة صياغتها، مستندالخادم قائم على المزج وتحليل البيانات وإعادتها على خادم بعيد ونقل البيانات إلى متصفح المستخدم في شكله النهائي.
يبدو أن الاختلاف بينهما في نمط الواجهة.  وهذا هو، بل هو نمط برنامج التصميم الهندسي الذي يوفر واجهة مبسطة لهيئة أكبر من مصطلح (في هذه الحالة مصطلح لتجميع مختلف يغذي واجهة التطبيق البرمجيةالمختلفة.
ويمكن استخدام المزج مع البرمجيات المقدمة كخدمة (SaaS).
بعد عدة سنوات من وضع المعايير، والأعمال التجارية السائدة هي بداية لاعتماد تقنيات البنية التحتية الخدمية (الخدمية) لدمج البيانات المتفاوتة التي جعلها خدمات متميزة متاحة على الإنترنت. توفير خدمات الإنترنت فتح، الإتفاقيات القياسية الموحَدة لتوفير وسيلة موحدة للوصول إلى المعلومات من مجموعة متنوعة من المنصات (نظام التشغيل، لغات البرمجة، والتطبيقات. ويمكن لخدمات الويب أن تستخدم لتوفير كامل الخدمات والتطبيقات الجديدة داخل وعبر المنظمات، وتوفير مرونة الأعمال.

## وصلات خارجية
- http://ar.tech-faq.com/mashup.shtml
- http://www.swalif.net/%D9%85%D9%86%D9%88%D8%B9%D8%A7%D8%AA/search-crystal-new-visual-search/
- http://knol.google.com/k/%D9%85%D8%A7-%D9%87%D9%8A-%D8%A7%D9%84%D8%AA%D8%B7%D8%A8%D9%8A%D9%82%D8%A7%D8%AA-%D8%A7%D9%84%D9%85%D8%B1%D9%83%D8%A8%D8%A9-mashups#